# Miyadiella ornata
Miyadiella ornata är en kräftdjursart som beskrevs av Lipke Bijdeley Holthuis 1955. Miyadiella ornata ingår i släktet Miyadiella och familjen Penaeidae. Inga underarter finns listade i Catalogue of Life.